# Polypedilum misumaiquartum
Polypedilum misumaiquartum är en tvåvingeart som beskrevs av Sasa och Suzuki 1998. Polypedilum misumaiquartum ingår i släktet Polypedilum och familjen fjädermyggor. Inga underarter finns listade i Catalogue of Life.